# Berkovci (Moravske Toplice)
Berkovci (Moravske Toplice) (Hongaars: Berkaháza) is een plaats in Slovenië en maakt deel uit van de gemeente Moravske Toplice in de NUTS-3-regio Pomurska. De plaats telde 40 inwoners op 1 januari 2020.